# María Clara Triviño
María Clara Triviño Martínez es presentadora de televisión, diseñadora, asesora de imagen, conductora de eventos y modelo ecuatoriana.

## Datos Personales
Está casada con el ejecutivo de marketing Gabriel Mendoza, desde 1988 con quien tiene dos hijos, Gabriel Estefano y Miguel Andrés Mendoza Triviño.

## Carrera profesional

### Medios

#### Televisión
Se inicia en el medio de la televisión en el año 1990 en  Cablevisión (Cable Noticias informativo). Luego en el año 1992 participó en la producción dramática de Ecuavisa Isabella, mujer enamorada.  En el 1993 regreso a Cablevisión a la Conducción del  Programa- Visión del Mundo. Para el 1998 se inicia el programa investigativo  Día a Día, por Teleamazonas en donde es conductora de este espacio hasta el año 2002. Al mismo tiempo que participa en la revista matinal de variedades Vanidades TV.  Del año 2002 al 2003 esta vez en Gamavisión participa en la conducción del programa "Lo que callamos las mujeres" de contenido social. Luego en el 2003 al 2005 ya en   Canal 1 - Conducción del programa-  Despierta América – Revista matinal de variedades.  Que es alternado al mismo tiempo con la conducción de programa                                                                                                                                                   
Más Cerca con María Clara – Entrevistas, espectáculo.  Del 2005 al 2007   EtvTelerama - Conducción del programa- De mujer a mujer – revista femenina.  También en la Conducción del programa - Gente – Programa semanal – variedades. Hasta el 2009 que regresa a Cablevisión  - CN PLUS- Noticias - Conducción del programa - Mujer Actual – Revista femenina.
En 2021 regresa a la televisión abierta como co-presentadora del espacio de opinión Vera ¡a su manera! en TC Televisión, conducido por Carlos Vera.

#### Radio
Desde el año 2000, incursionó en radio, formando parate del equipo de Radio I-99, en la Conducción del programa de variedades y deporte, Doble Sentido. Junto a la reconocida periodista y presentadora deportiva Natalia Jara. También fue parte de equipo de noticias de Radio Atalaya A.M., en la conducción del programa Punto de vista. Junto a Rodolfo Baquerizo y Rolando Panchana.  Informativo.   Así mismo en Radio Elite en la conducción del programa Más Cerca de espectáculo y variedades. Para Radio WQ laboró en la conducción del programa IN-MAG, una revista de variedades y durante 2020 en el espacio informativo Así amaneció, junto a Carlos Vera.    

#### Revista
Ha escrito artículos y entrevistas para las revistas Hogar y Cosas entre los años 2001 y 2004.

### RR.PP.y Asesoría de imagen
En cuanto a Instituciones Públicas trabajo del 2000 al 2002 en la Presidencia de la República  - Secretaria de Comunicación Región Costa. Gobierno del Dr. Gustavo Noboa Bejarano. Del 2002 al 2003 en Asesoría de imagen política. Dr. Alejandro Vanegas Cortázar. Candidato al Parlamento  Andino- Sede Bogotá. Para el 2007 RR.PP. y asesoría corporativa. Locos por el fútbol  - Franquicia Argentina. También  RR.PP. y Asesoría corporativa. World Wide Technology Services Ecuador -Multinacional -  Casinos y Salones de Juego, hasta el 2009. 

### Diseño de Moda
Teniendo algunos años en el diseño de modas para el 2007 realiza el lanzamiento de línea de ropa para hombres y  Participación en el “Ecuador Fashion Week”.  El 2008 participa en el “Guayaquil Fashion Week”.  Para el 2010 realiza la apertura de Tienda con la propuesta de varios diseñadores ecuatorianos.   En el 2011	confirma su participación en semana de la moda en Miami “Ecuador Fashion Show” .